# لا موراندیر، کبک
لا موراندیر (به فرانسوی: La Morandière) شهری در منطقه شهری ابیتیبی ناحیه ابیتیبی-تمیسکامانگ در استان کبک کانادا است. در سرشماری سال ۲۰۱۱ این شهر ۲۶۲ نفر جمعیت داشته‌است و مساحت آن ۴۳۰ کیلومتر مربع است.